# Кристенсен, Кристен
Кристен Кристенсен (норв. Christen Christensen, 17 сентября 1904, Кристиания — 2 июня 1969, Кристиания) — норвежский фигурист, выступавший в парном катании с Ранди Бакке. Они — бронзовые призёры чемпионата мира 1933 года, восьмикратные чемпионы Норвегии (1929—1936), а также участники Олимпийских игр. Пара завершила соревновательную карьеру после Олимпиады-1936.
Кристенсен был членом комитета по фигурному катанию Норвежской ассоциации конькобежцев в 1937–1940 и 1945–1947 годах. На Олимпийских играх 1948 и 1952 годов он исполнял обязанности судьи соревнований спортивных пар. Помимо спортивной деятельности Кристенсен также занимался бизнесом, владея магазином радиотоваров в Осло.

## Спортивные достижения
с Ранди Бакке
| Соревнование / Год      | 1923 | 1929 | 1930 | 1931 | 1932 | 1933 | 1934 | 1935 | 1936 |
| ----------------------- | ---- | ---- | ---- | ---- | ---- | ---- | ---- | ---- | ---- |
| Зимние Олимпийские игры |      |      |      |      |      |      |      |      | 15   |
| Чемпионаты мира         | 5    |      |      |      |      | 3    | 5    |      |      |
| Чемпионаты Норвегии     |      | 1    | 1    | 1    | 1    | 1    | 1    | 1    | 1    |